# Марьяж (де Мерьяж), Луи Огюст Франсуа
Луи Огюст Франсуа Марьяж или Мерьяж (фр. Louis Auguste François Mariage или фр. Mériage; 1767—1827) — французский военный деятель, бригадный генерал (1812 год), барон (1810 год), участник революционных и наполеоновских войн.

## Биография
Родился в семье адвоката Венасана Марьяжа (фр. Vincent Mariage; 1741—1807) и его супруги Луизы де Во (фр. Louise Catherine des Vaux). Поступил на службу 3 июля 1792 года младшим лейтенантом 41-го пехотного полка. С 1793 по 1796 годы сражался в Вандее в составе Западной армии. 9 ноября 1794 года был назначен главой центрального военного управления Морбиана, и отвечал за военные операции против повстанцев в этом департаменте. 20 апреля 1795 года был произведён в капитаны. 22 января 1797 года стал адъютантом генерала Авриля. 28 мая 1797 года получил звание командира эскадрона.
7 января 1800 года дослужился до звания полковника штаба. С 29 марта 1800 года числился в Резервной армий. 16 апреля стал начальником штаба дивизии Луазона. 1 апреля 1801 года присоединился к Южному наблюдательному корпусу генерала Мюрата. 23 сентября 1801 года остался без служебного назначения. 5 декабря его вернули на действительную военную службу, и 29 декабря он стал заместителем инспектора по смотру.
5 апреля 1802 года восстановлен в звании полковника штаба. 27 ноября 1802 года зачислен в 25-й военный округ. 29 августа 1803 года Мерьяж был назначен начальником штаба 2-й пехотной дивизии Вандама в лагере Сент-Омер. Принимал участие в Австрийской кампании 1805 года. 1 декабря 1805 года, накануне Аустерлицкого сражения, переведён помощником начальника штаба 4-го армейского корпуса маршала Сульта. В январе 1806 года он был отправлен с дипломатической миссией в Вену, а 14 марта назначен вторым секретарём французского посольства в этом городе. С 9 мая 1806 года без служебного назначения. В марте 1807 года отправлен с миссией в Турцию.
В мае 1809 года он участвовал в кампании в Германии в составе 8-го армейского корпуса. 2 июня он стал комендантом Вены, а 1 октября был переведен в Далматскую армию. С 1 сентября 1811 года без служебного назначения. 12 марта 1812 года в Париже женился на Эстер Жибер (фр. Esther Augustine Gibert; 1794—1861). 20 марта 1812 года он вернулся на службу в качестве помощника генерала Маршана во время Русской кампании. Он был произведен в бригадные генералы 19 октября 1812 года во время смотра Наполеоном войск в Москве. Был ранен 18 ноября в сражении под Красным, оставлен на поле боя, попал в плен к русским и в июле 1814 года вернулся во Францию. 7 апреля 1815 года он был определён в 3-й военный округ, и отвечал за организацию национальной гвардии. Умер 8 декабря 1827 года в Париже.

## Воинские звания
- Младший лейтенант (3 июля 1792 года);
- Лейтенант (28 ноября 1793 года);
- Капитан (20 апреля 1795 года, утверждён 11 апреля 1796 года);
- Командир эскадрона (28 мая 1797 года);
- Полковник штаба (7 января 1800 года);
- Бригадный генерал (19 октября 1812 года).

## Титулы
- Барон Мерьяж и Империи (фр. baron Mériage et de l'Empire; декрет от 15 августа 1809 года, патент подтверждён 14 апреля 1810 года в Компьене)[3][4].

## Награды
Легионер ордена Почётного легиона (5 февраля 1804 года)
 Офицер ордена Почётного легиона (14 июня 1804 года)
 Кавалер военного ордена Святого Людовика (5 октября 1814 года)
 Коммандор ордена Почётного легиона (13 июля 1823 года)
 Коммандор военного ордена Святого Людовика (18 ноября 1823 года)
 Великий офицер ордена Почётного легиона (29 октября 1826 года)